# Soledad Martínez García
Soledad Martínez García (Barcelona, 18 de juliol de 1900 - 1996) fou una pintora catalana.

## Biografia
Filla de José Martínez Albacete director del Centre de Telègrafs de Barcelona nascut a Níjar i de Dolores García Góngora, nasqué a Barcelona, en una torre del carrer de Muntaner, 118, prop de la via Augusta. Abans la família havia viscut al País Basc. Segons Soledad Martínez, la seva infància fou conviure en un món paradisíac envoltada de la gran vitalitat dels seus molts germans. La mare, que tocava el piano i pintava, morí quan ella només tenia 6 anys. El pare era un home d'idees lliberals, afrancesat i molt estudiós.
Es va formar a Barcelona i a París, de la mà d'André Lhote i Othon Friesz, ciutat on va néixer la seva passió per Cézanne.
Va formar part del cercle de dones intel·lectuals i artistes de la pintora russa Olga Sacharoff, entre les quals hi havia les pintores Marie Laurencin, Dagoussia, Ángeles Santos i Laura Albéniz, les escultores Lluïsa Granero i Maria Llimona o les escriptores Clementina Arderiu i Elisabeth Mulder. Amb Sacharoff va passar un estiu a Eivissa l'any 1934. Igualment, a Barcelona va establir amistat amb els pintors Willy Roempier, Miquel Villà, Otto Lloyd (marit l'Olga Sacharoff), Pedro Flores, Paul Gauguin (net del conegut Paul Gauguin), Sebastià Gasch, Enric Climent, Angel F. de Soto i Esteban Vicente.
La seva activitat expositiva està documentada sobretot als anys trenta a Barcelona. L'any 1930 va presentar a les Galeries Laietanes una exposició individual i, més endavant, ho faria també a les Galeries Syra en tres ocasions, dues l'any 1932 i una el 1935. Igualment, va formar part de diferents exposicions col·lectives, com L'exposició col·lectiva de pintura i escultura Nadal-Reis 1931-1932 que va organitzar la Sala Badrinas, o l'exposició inaugural de la temporada de les Galeries Syra el mateix 1932. En dues ocasions, com a mínim, va participar en l'Exposició de Primavera que organitzava la Junta Municipal d'Exposicions d'Art al Palau Nacional de Montjuïc. L'any 1932 hi va presentar un oli titulat Noia i el 1935 s'hi van poder veure tres obres: Figura, Flors i Paisatge.
A causa de la Guerra Civil Espanyola es va exiliar a París Mèxic, on va conèixer el pintor murcià Ramón Gaya i el segovià Eduardo Vicente, que van influir en la seva obra posterior. Sembla que va ser un membre molt actiu entre el grup d'intel·lectuals i artistes espanyols exiliats a aquest país, com els poetes Luis Cernuda, Juan Gil-Albert, José Bergamin, Tomás Segovia i el compositor, escriptor i pintor Salvador Moreno.
L'any 1990 la Galeria Foga2 de Barcelona li va dedicar una exposició monogràfica i el 2008 ho va fer el Museo Ramón Gaya de Múrcia.

## Obra
Va pintar sobretot paisatges urbans (París, Chapultepec o Sitges), vistes rurals i marines, tot i que la seva obra també comprèn retrats anònims i nus femenins, natures mortes o figures d'ancians.
Les seves obres es decantaren sempre cap a la simplificació formal, atansant-se al cubisme cezannià carregat de color. Segons el crític i historiador Rafael Santos Torroella, Soledad Martínez s'hauria d'incloure dins de la Generació del 27, de la qual podria ser la pintora més representativa. Aquesta Generació es caracteritzà per la independència i pel protagonisme aconseguit per les dones en les arts plàstiques i s'hi han inclòs també artistes com Ángeles Santos Torroella, Maruja Mallo o Remedios Varo. En realitat la seva producció ha estat qualificada com a neocézanniana i neofauve, no solament per l'aspecte formal, sinó especialment per l'absència total d'angoixa i de tristor. També feu alguna obra cubista, com Deià. Mallorca (1929), fruit d'una de les seves estances a l'illa amb Jewer (Wily Roempler), amb qui vivia.
Conserven obra de Soledad Martínez el Museu Municipal de Tossa de Mar i el Museu d'Art de Sabadell